# Jarkko Nieminen
Jarkko Nieminen (* 23. července 1981) je současný profesionální finský tenista.
Nieminen za svou dosavadní kariéru vyhrál dva turnaje ATP – v lednu 2006 v Aucklandu a v lednu 2012 v Sydney. Jeho nejlepším výsledkem na grandslamovém turnaji byl postup do čtvrtfinále na US Open v roce 2005 a ve Wimbledonu v roce 2006. Nieminen je členem tenisového klubu TK Agrofert Prostějov, se kterým získal titul vítěze české tenisové extraligy za rok 2008.
V roce 2005 se oženil s Anu Weckströmovou, 1. hráčkou finského žebříčku v badmintonu, bývalou 13. hráčkou na světě a účastnicí olympiády 2004 v Aténách.

## Finálové účasti na turnajích ATP World Tour (18)

### Dvouhra - výhry (2)
| Legenda                                                   |
| ATP Masters Series / ATP World Tour Masters 1000          |
| ATP International Series Gold / ATP World Tour 500 Series |
| ATP International Series / ATP World Tour 250 Series (2)  |

| Č. | Datum          | Turnaj                | Povrch | Soupeř ve finále | Výsledek |
| 1. | 15. leden 2006 | Auckland, Nový Zéland | tvrdý  | Mario Ančić      | 6-2, 6-2 |
| 2. | 15. leden 2012 | Sydney, Austrálie     | tvrdý  | Julien Benneteau | 6-2, 7-5 |

### Dvouhra - prohry (10)
| Legenda                                                   |
| ATP International Series / ATP World Tour 250 Series (10) |

| Č.  | Datum          | Turnaj               | Povrch  | Vítěz                  | Výsledek                |
| 1.  | 28. říjen 2001 | Stockholm, Švédsko   | tvrdý   | Sjeng Schalken         | 3-6, 6-3, 6-3, 4-6, 6-3 |
| 2.  | 14. duben 2002 | Estoril, Portugalsko | antuka  | David Nalbandian       | 6-4, 7-65               |
| 3.  | 5. květen 2002 | Mallorca, Španělsko  | antuka  | Gastón Gaudio          | 6-2, 6-3                |
| 4.  | 4. květen 2003 | Mnichov, Německo     | antuka  | Roger Federer          | 6-1, 6-4                |
| 5.  | 15. říjen 2006 | Stockholm, Švédsko   | tvrdý   | James Blake            | 6-4, 6-2                |
| 6.  | 28. říjen 2007 | Basilej, Švýcarsko   | koberec | Roger Federer          | 6-3, 6-4                |
| 7.  | 6. leden 2008  | Adelaide, Austrálie  | tvrdý   | Michaël Llodra         | 6-3, 6-4                |
| 8.  | 17. leden 2009 | Sydney, Austrálie    | tvrdý   | David Nalbandian       | 6-3, 6-79, 6-2          |
| 9.  | 3. říjen 2010  | Bangkok, Thajsko     | tvrdý   | Guillermo García-López | 4-6, 6-3, 4-6           |
| 10. | 23. říjen 2011 | Stockholm, Švédsko   | tvrdý   | Gael Monfils           | 5-7, 6-3, 2-6           |

### Čtyřhra - výhry (2)
| Legenda                                                  |
| ATP International Series / ATP World Tour 250 Series (2) |

| Č. | Datum         | Turnaj            | Povrch | Partner          | Soupeři ve finále                  | Výsledek        |
| 1. | 30. září 2007 | Bombaj, Indie     | tvrdý  | Robert Lindstedt | Rohan Bopanna Aisam-ul-Haq Qureshi | 7-63, 7-65      |
| 2. | 1. srpen 2010 | Gstaad, Švýcarsko | antuka | Johan Brunström  | Marcelo Melo Bruno Soares          | 6-3, 6-74, 11-9 |

### Čtyřhra - prohry (4)
| Legenda                                                  |
| ATP International Series / ATP World Tour 250 Series (4) |

| Č. | Datum          | Turnaj             | Povrch | Partner          | Vítězové                       | Výsledek  |
| 1. | 28. září 2003  | Bangkok, Thajsko   | tvrdý  | Andrew Kratzmann | Jonathan Erlich Andy Ram       | 6-3, 7-64 |
| 2. | 15. únor 2009  | San José, USA      | tvrdý  | Rohan Bopanna    | Tommy Haas Radek Štěpánek      | 6-2, 6-3  |
| 3. | 1. srpen 2010  | Stockholm, Švédsko | tvrdý  | Johan Brunström  | Eric Butorac Jean-Julien Rojer | 3-6, 4-6  |
| 4. | 15. leden 2012 | Sydney, Austrálie  | tvrdý  | Matthew Ebden    | Bob Bryan Mike Bryan           | 1-6, 4-6  |

## Davisův pohár
Jarkko Nieminen se zúčastnil 26 zápasů v Davisově poháru za tým Finska s bilancí 36-9 ve dvouhře a 10-12 ve čtyřhře.

## Postavení na žebříčku ATP na konci sezóny

### Dvouhra
| Rok    | 1998  | 1999   | 2000   | 2001  | 2002  | 2003  | 2004  | 2005  | 2006  | 2007  | 2008  | 2009  | 2010  | 2011  |
| Pořadí | 1342. | ▲ 590. | ▲ 308. | ▲ 61. | ▲ 40. | ▲ 36. | ▼ 77. | ▲ 30. | ▲ 15. | ▼ 27. | ▼ 38. | ▼ 88. | ▲ 39. | ▼ 77. |

### Čtyřhra
| Rok    | 1998  | 1999   | 2000   | 2001   | 2002   | 2003  | 2004   | 2005   | 2006  | 2007  | 2008  | 2009   | 2010  | 2011   |
| Pořadí | 1388. | ▲ 664. | ▲ 388. | ▲ 349. | ▲ 191. | ▲ 59. | ▼ 125. | ▼ 186. | ▲ 56. | ▲ 46. | ▼ 78. | ▼ 129. | ▲ 48. | ▼ 154. |